# 아히아코
아히아코(스페인어: ajiaco)는 콜롬비아, 쿠바, 칠레 등 라틴아메리카 지역의 전통 수프이다. 고기와 감자, 옥수수 등이 들어가며, 지역에 따라 조리법이 다르다. 콜롬비아에서는 아히아코가 국민 음식 가운데 하나로 여겨진다.

## 이름
스페인어 "아히아코(ajiaco)"는 해당 지역에서 "고추, 고추 양념"을 가리키는 말인 "아히(ají)"에서 나왔으며, 어원은 타이노어 "아시(aší)"이다

## 지역별 아히아코

### 콜롬비아
콜롬비아 보고타에서는, 닭고기, 세가지 품종의 감자와 별꽃아재비를 넣어 아히아코를 끓인다.

### 칠레
칠레의 아히아코는 아사도 다음날, 남은 고기를 활용해 만든다.

### 쿠바
쿠바의 아히아코는 쇠고기, 돼지고기, 닭고기 등의 고기와 여러 가지 채소 및 뿌리채소를 넣은 스튜이다.

## 사진

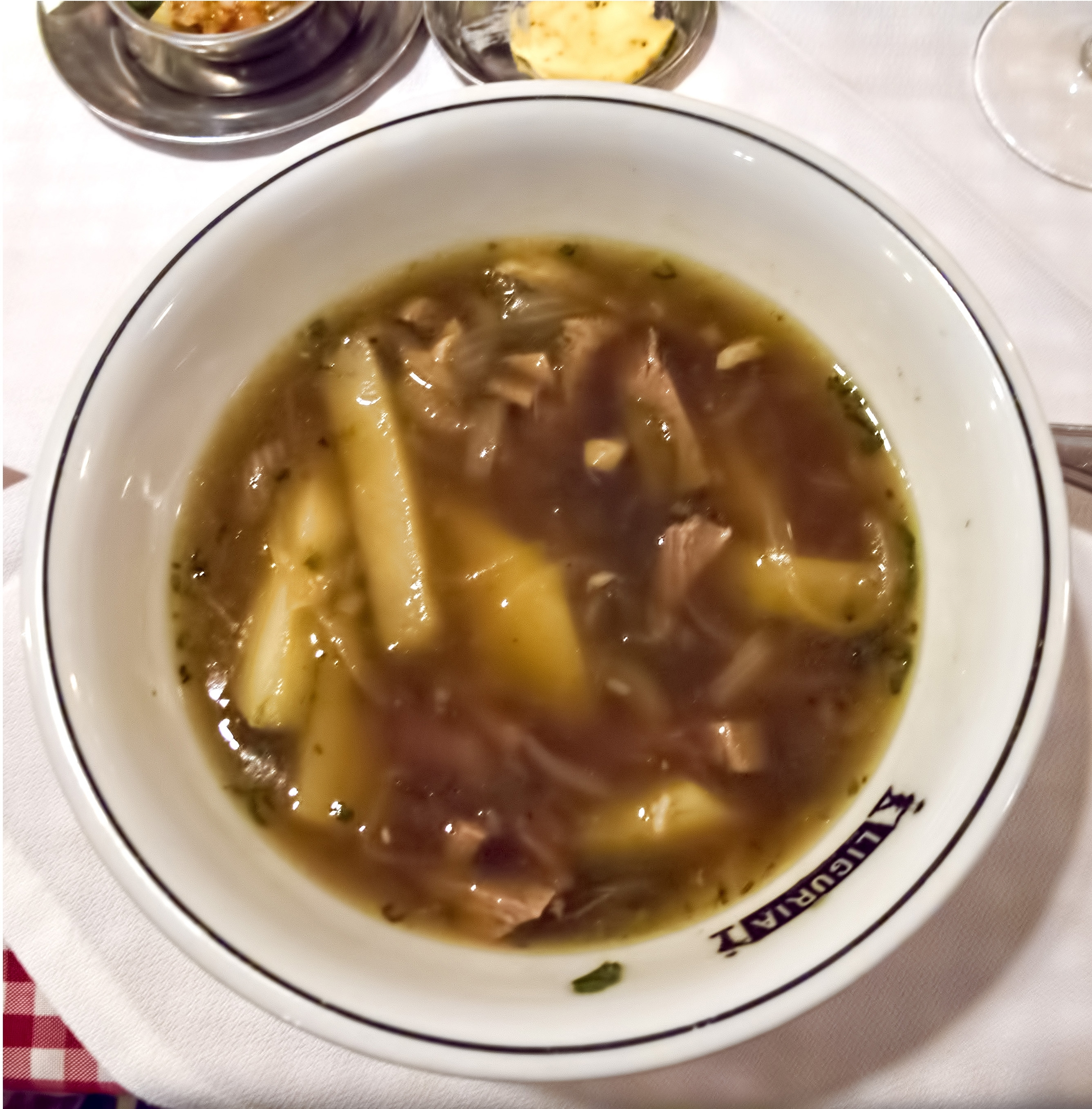
칠레의 아히아코
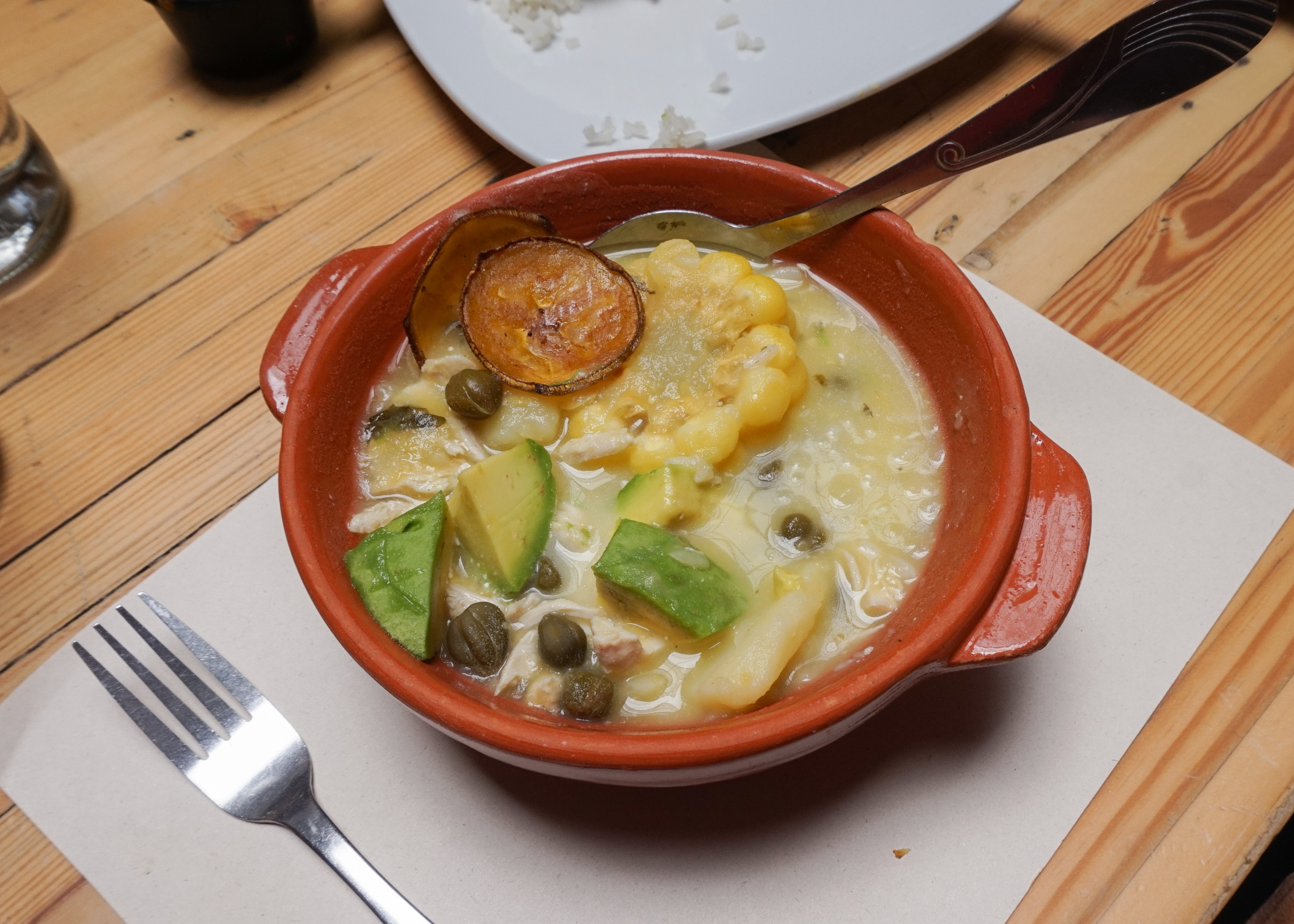
콜롬비아의 아히아코

## 같이 보기
- 상코초